# Ficus nodosa
Ficus nodosa là một loài thực vật có hoa trong họ Moraceae. Loài này được Teijsm. & Binn. mô tả khoa học đầu tiên năm 1867.